# Egide Mélot

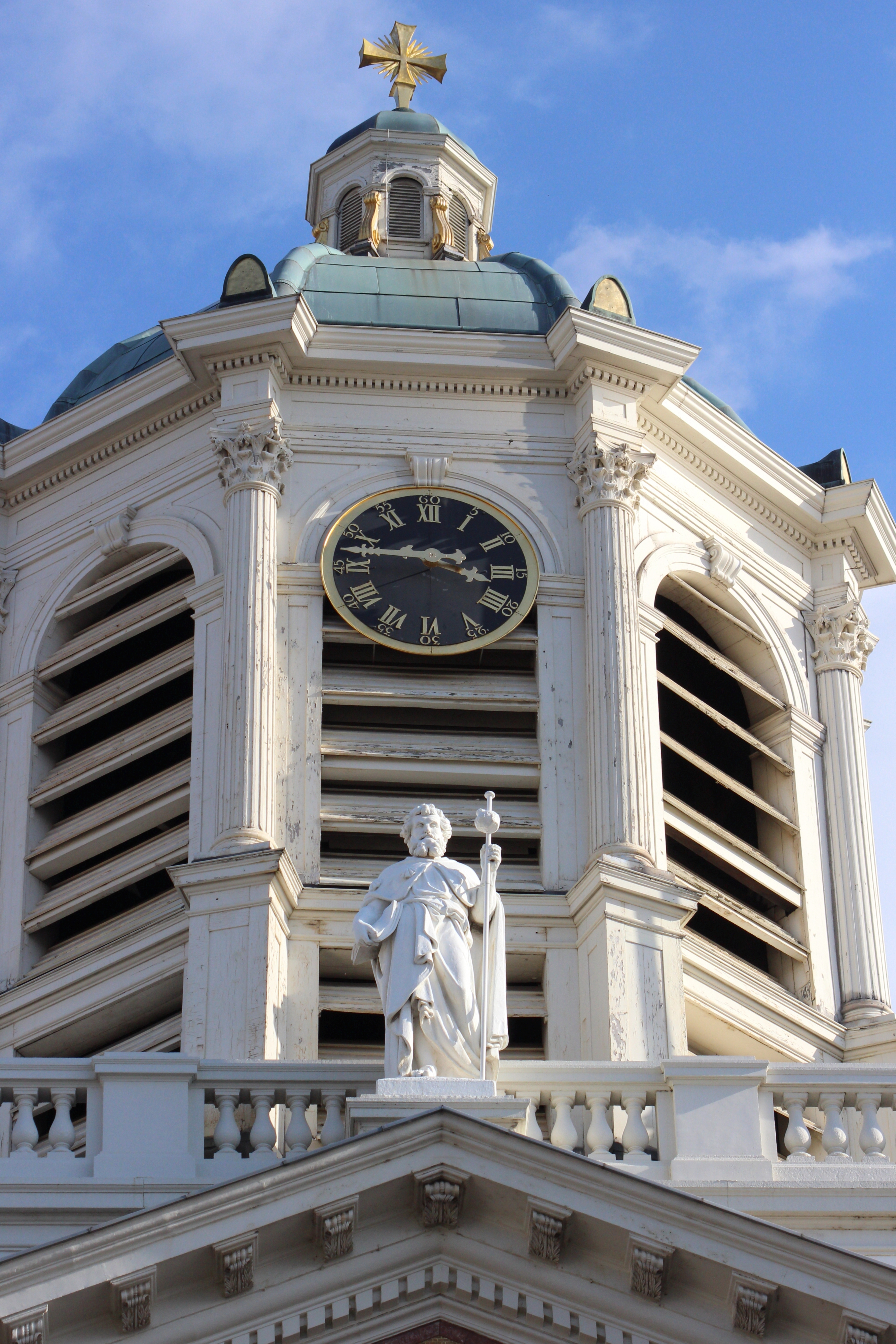
Jacobus de Meerdere (1862)

Egide Mélot, geboren als Gilles Hijacinthe Melot, (Antwerpen, 16 augustus 1816 – Schaarbeek, 19 april 1885) was een Belgisch beeldhouwer.

## Leven en werk
Egide Mélot was een zoon van hoefsmid Jean François Melot en Elisabeth Lauwers. Hij studeerde aan Koninklijke Academie voor Schone Kunsten van Antwerpen, als leerling van Willem Geefs, en aan de Koninklijke Academie voor Schone Kunsten van Brussel, als leerling van Louis Jéhotte. Zelf leidde hij in zijn atelier onder anderen Guillaume De Groot en Auguste Braekevelt op.
Mélot maakte onder meer beelden en gevelversieringen voor diverse openbare gebouwen, zoals het Koninklijk Conservatorium, de Muntschouwburg en de Beurs van Brussel. 
Mélot was bevriend met Victor Poelaert, zij maakten beiden onder meer beelden voor het stadhuis van Brussel en een allegorisch beeld voor de door Joseph Poelaert ontworpen toegang tot het Warandepark. In 1869 won Mélot goud op de driejaarlijkse Salon van Brussel. Hij werd in 1879 benoemd tot Ridder in de  Leopoldsorde.
Egide Mélot overleed op 68-jarige leeftijd.

## Enkele werken
- 1852: Zomer,[9]. De allegorische beeldengroep van de zomer zit als tegenhanger van de lente (een beeld van Victor Poelaert) op een wachthuisje bij de door Joseph Poelaert ontworpen hoofdingang aan de zuidzijde van het Warandepark in Brussel, tegenover het Koninklijk Paleis.
- 1855: gietijzeren standbeeld van Henri De Gorge in mijnbouwcomplex Le Grand-Hornu in de Borinage.
- na 1855: beelden van Geertrui van Vlaanderen, Godfried I met de Baard, Jan I, Margaretha van Frankrijk, Hendrik I, Johanna van Frankrijk, Pepijn de Oude en Ida van Nijvel, Isabella van Bourbon, Margaretha van York, voor het stadhuis van Brussel[10]
- 1859: trofeeën met het monogram van Leopold I en guirlandes aan de vier zijden op het voetstuk boven de sokkel van de Congreskolom, zij beelden de Kunsten, Wetenschappen, Nijverheid en Landbouw uit.[11] Het allegorisch reliëf van de negen provincies rond het Genie van de Natie aan de voet van de ronde pilaar is van Eugène Simonis.
- 1862: beelden van Jacobus de Meerdere, geflankeerd door Andreas en Johannes op de balustrade boven de entree van de kerk Sint-Jacob-op-Koudenberg in Brussel.
- 1872: twee Kariatiden voor de gevel van het Café Métropole in Brussel.
- 1874: Spes Patriae, beeldengroep van twee putti met de vlag van België, op de omheiningsmuur van de Koninklijke Stallen in Brussel.
- 1874: wapentrofee op de muur rond het Koninklijk Paleis,[12] ter hoogte van de Brederodestraat.
- 1876: beelden van Diana en Venus Marina, kopieën van 18e-eeuwse beelden, in het Warandepark in Brussel.
- 1884: buste van Jan van Eyck, collectie Koninklijke Musea voor Schone Kunsten van België.[13]
- 1884: buste van Napoléon Godecharle, stichter van de Godecharleprijs, collectie Koninklijk Museum voor Schone Kunsten Antwerpen.
- marmeren borstbeeld van burgemeester Gilon voor Sint-Joost-ten-Noode.

## Fotogalerij

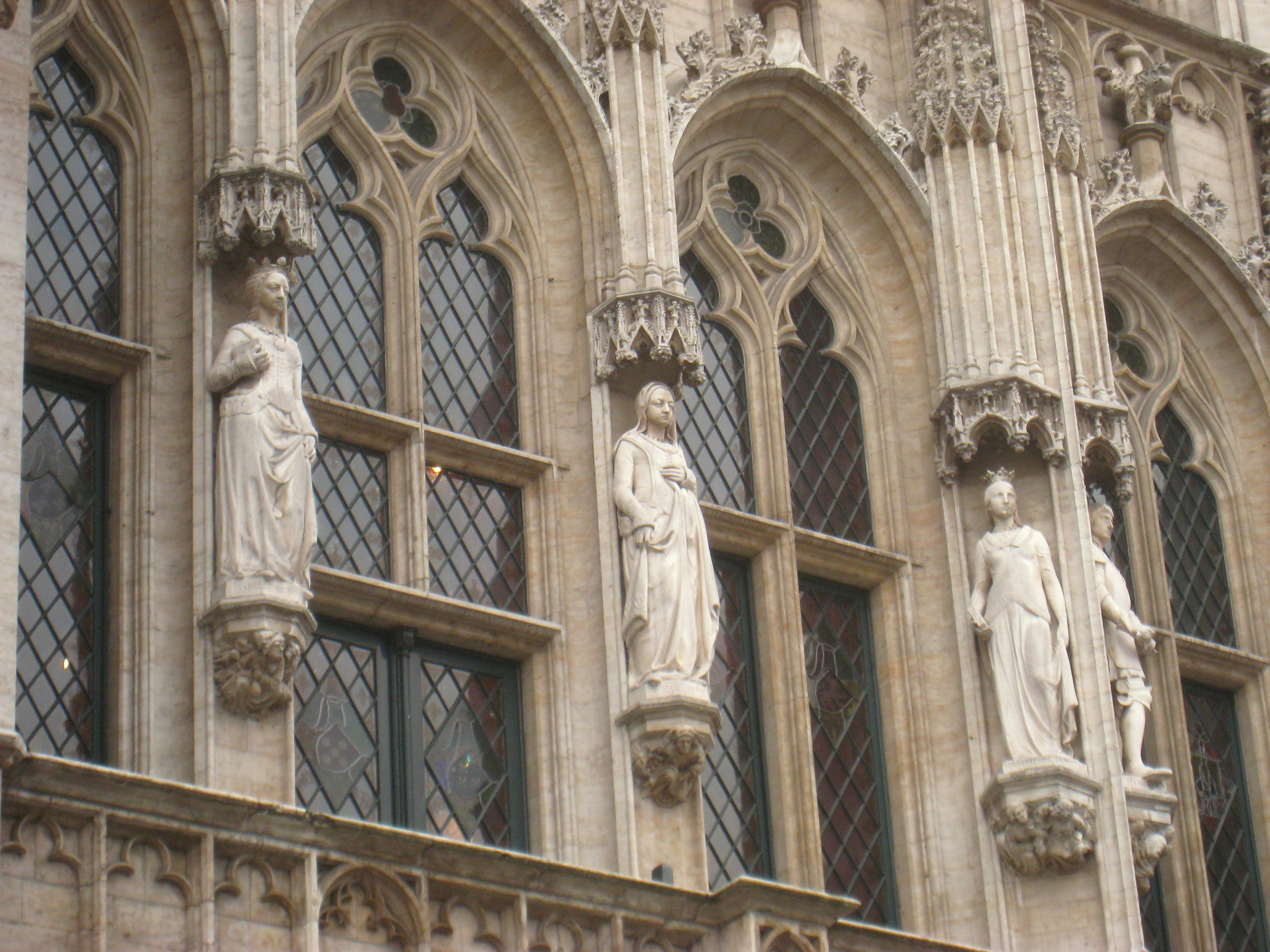
links Isabella van Bourbon en Margaretha van York, de twee rechterbeelden zijn van Thomas Vinçotte.
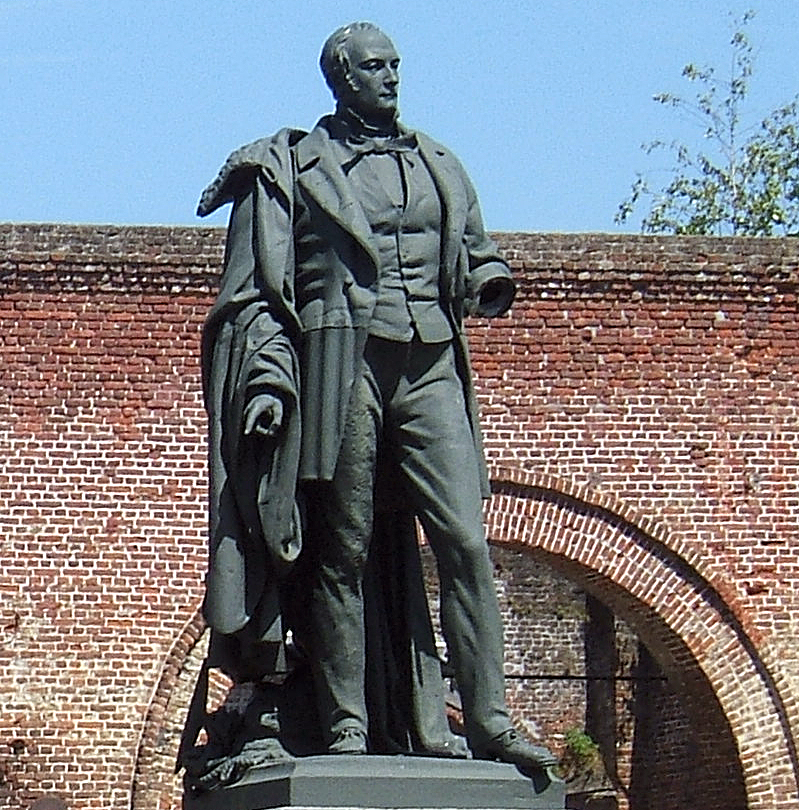
Henri De Gorge (1855)
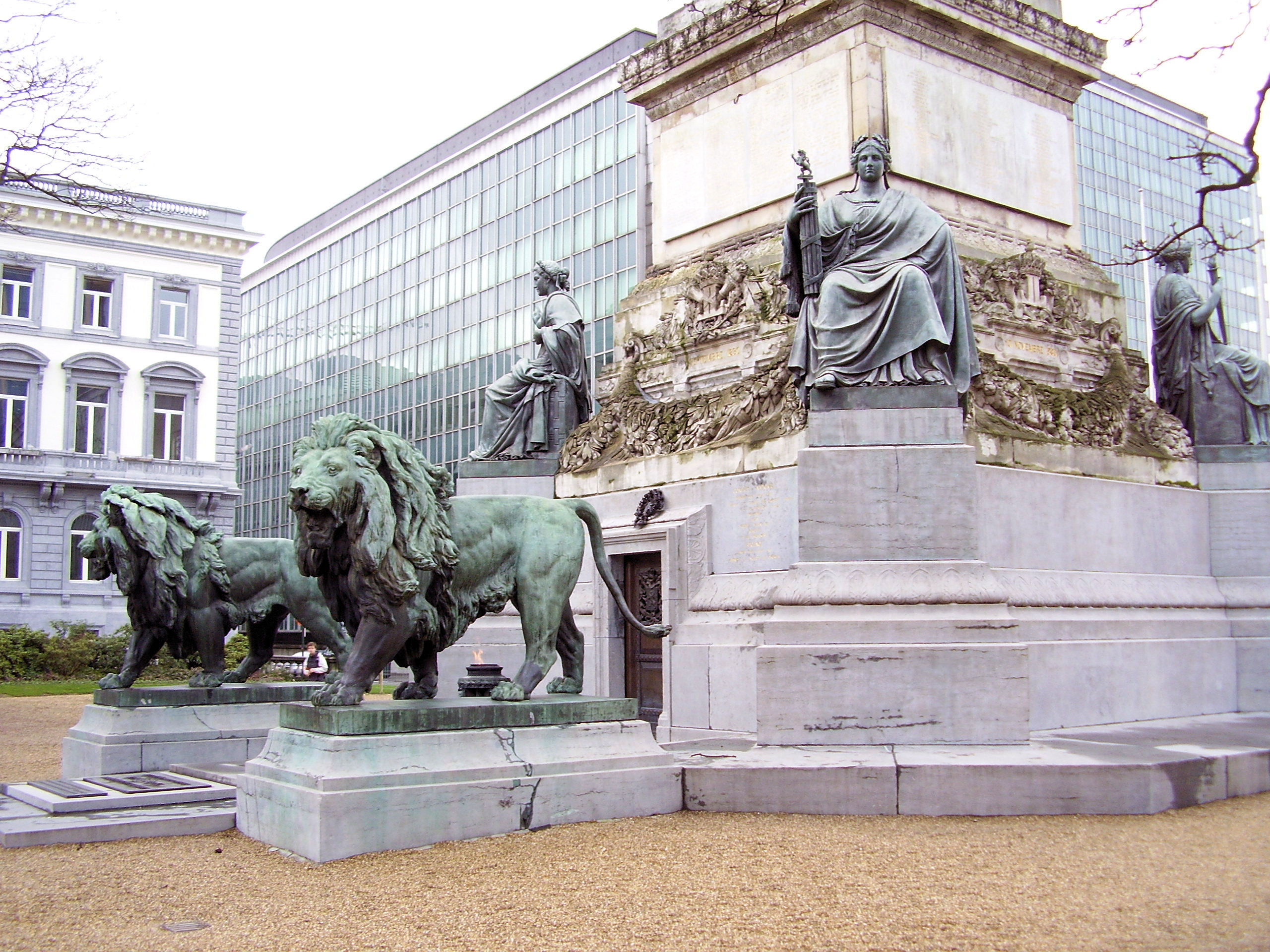
twee van de vier trofeeën (1859)
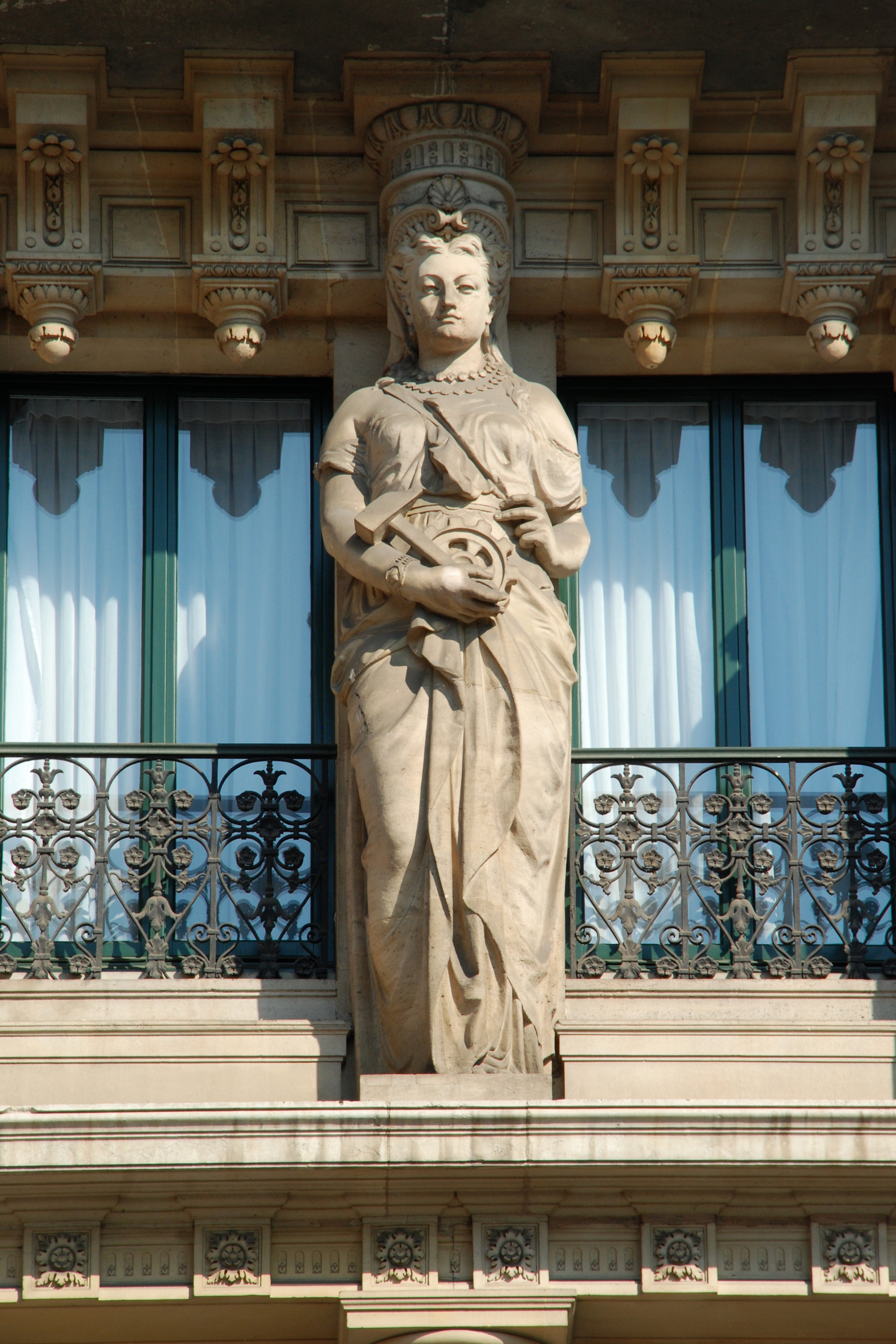
Kariatide (1872)
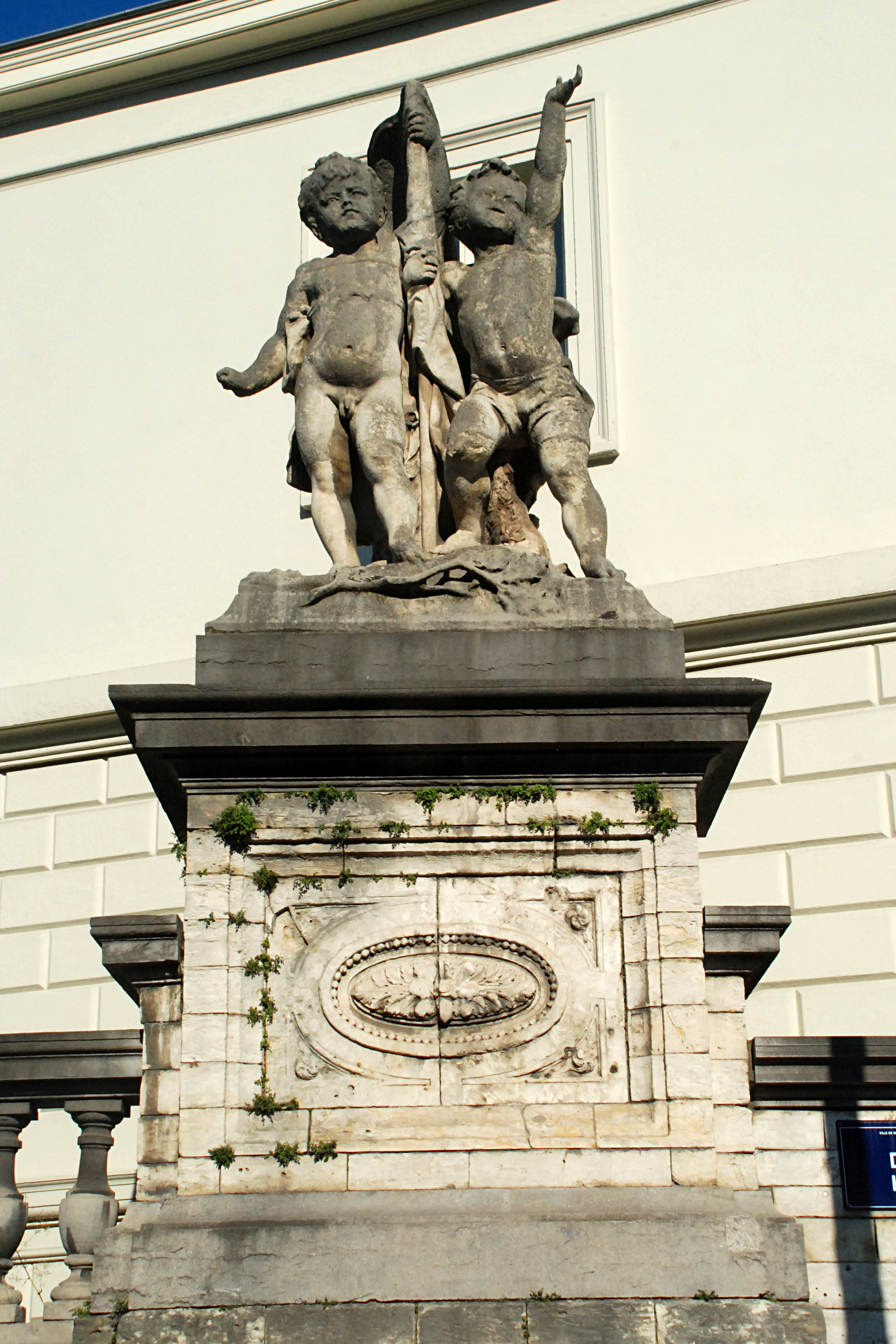
Spes Patriae (1874)
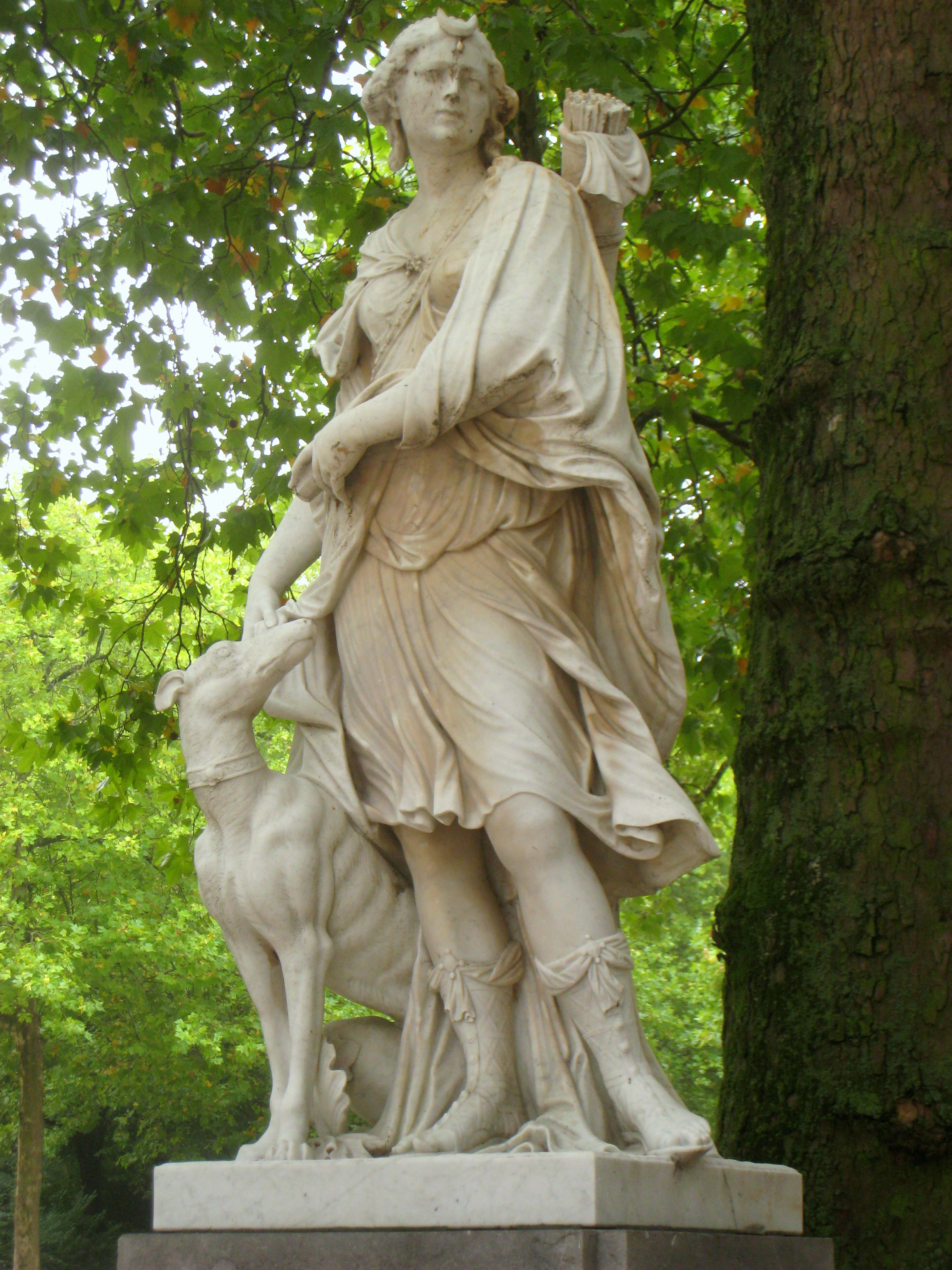
Diana (1876)
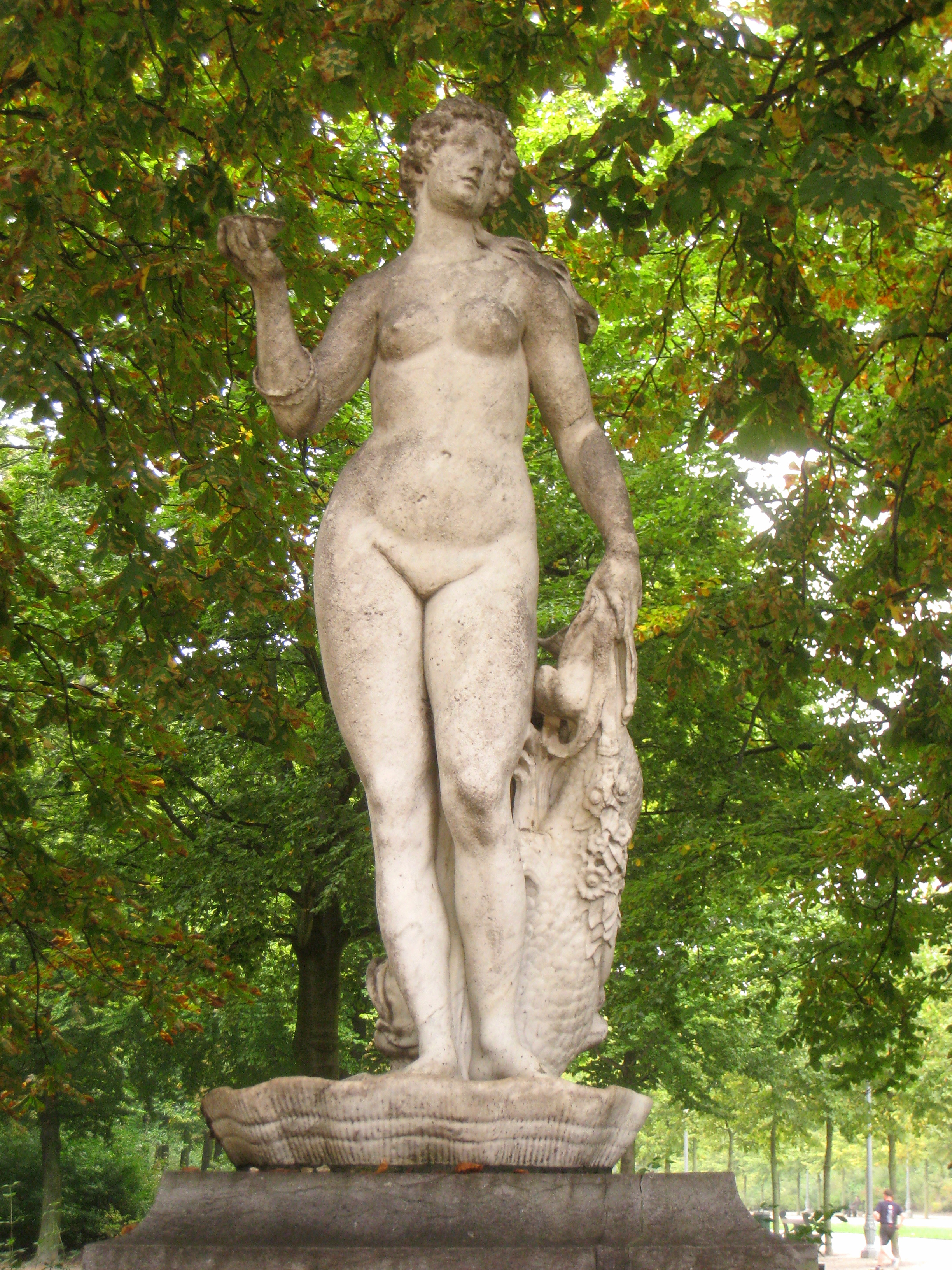
Venus Marina (1876)
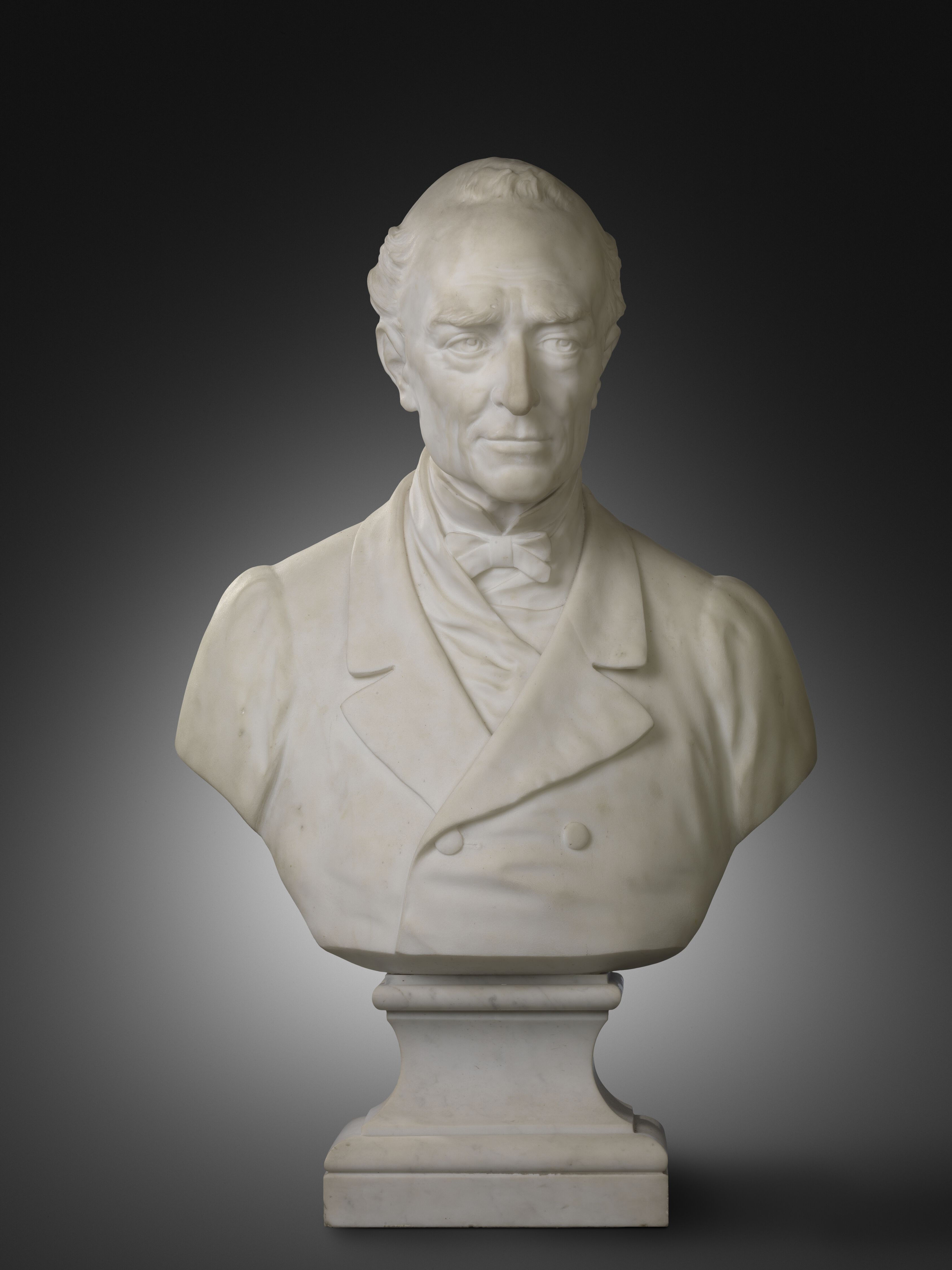
De kunstliefhebber en meceen Napoléon Godecharle (1884)

- RKD-Nederlands Instituut voor Kunstgeschiedenis: 319439